# きおつけ!ヤスベェ
「きおつけ！ヤスベェ」は1989年4月2日から1999年3月27日まで、FM山口(FMY)で放送されていたラジオ番組。通称『きおヤス』。

## 概要
副題は『ミッドナイトスクール』。メインパーソナリティの大谷泰彦（以下、ヤスベェと表記）を『主任講師』、リスナーを『生徒』に見立て、各コーナーを「●時間目」と呼び、学校の時間割に沿って番組を進めてゆく構成となっていた。
読者投稿及びパーソナリティーのトーク（下ネタもある程度含む）で構成される、いわゆる「深夜番組」である。10代〜20代の若者を主な聴取層としていた。
しばしば「きをやす」「きよやす」等と誤記されるが、正式なタイトルは表題の『きおつけ！ヤスベェ』である（「ェ」は小文字）。

## スタッフ

### 主任講師（メインパーソナリティ）
大谷泰彦（ヤスベェ）

### 番頭（サブパーソナリティ）
初代：藤井　忠（1989年4月〜1990年3月）
2代：津田雅浩（1990年4月〜1991年3月）
当時山口大学の学生。2留しており、「6・3・3・6で18年の津田」の二つ名をリスナーから頂戴した。
名ゼリフ『金曜日は何曜日？』はコーナー名としても採用された。
3代：高呂則明（1991年4月〜1992年3月）
元リスナー。番頭降板後も幾度か番組に登場、頭髪の薄さをいじられる役どころだった。
4代：石丸秀樹（1992年4月〜1997年11月）
当時山口大学の学生。「自分にとっての美しさとは、風呂上りの姿」「下宿の水道を止められた」「毛じらみに感染」「留年を重ねるうちに後輩が先に就職」などネタに事欠かず、爆発的な人気を得た。
1995年夏には、番組企画でTBS系『山田邦子のしあわせにしてよ』内コーナー「いい男ベスト100」への出演に成功、ブラウン管を通し「全国区デビュー」を果たした。
5代：関谷芳治（1997年12月〜1999年3月）
元リスナー。番頭就任当初は「山口多漏」（やまぐちたろう）と名乗っていた。
シュール系&ハードな下ネタで知られる常連リスナーだったが、番頭就任後はひたすら「童貞」であることをいじられる役どころだった。

### 番組ディレクター
初代：パール坂本（1989年4月〜1990年3月）
2代：ホイ富岡（1990年4月〜？）
3代：ラリホー加藤（？）
4代：ルイ田川（1991年4月〜1992年3月）
5代：グリーン伊東（1992年4月〜1993年3月）
6代：レモン吉本（1993年4月〜7月頃）
初代〜6代はすべて同一人物＝国広俊樹（現・ベイエフエム編成部長）。
番組人気の拡大を影でがっちり支えた、文字通りきおヤスの「育ての親」である。
7代：フィクサー清水（1993年秋〜1996年3月）
無口で謎めいたディレクター。『サタスパ』出演時は本名で登場していた。
サカサコトバをてのひらに指で書いて独りで楽しむ様をヤスベェに目撃され、『フィクサーの世界』コーナーが生まれた。
8代：ボボ亀光（1996年4月〜1998年3月）
FM山口パーソナリティ・BB金光の自称「双子の弟」。（もちろん本人である）
裏方ながら積極的にトークもこなし、明るいキャラクターでゴールデンタイム放送時の番組を支えた。
9代：自慰中村（1998年4月〜1999年3月）
ヤスベェの盟友・中村剛太郎（元・シティーケーブル周南取締役）。
髪の毛の薄さとスケベ親父的キャラで、リスナーの格好のネタの標的となった。

## 歴史

### 放映時間
1989年4月〜1992年5月：日曜深夜24:30〜25:00（30分番組）
1992年6月〜1996年3月：土曜深夜24:00〜25:00（60分番組に拡大）
1996年4月〜1996年9月：土曜深夜25:00〜26:00
1996年10月〜1998年3月：金曜夜20:00〜20:55（ニュース枠のため、5分短縮）
1998年4月〜1999年3月：土曜深夜25:00〜26:00

### トピックス
- 番組開始当初は、日曜日の放送終了（当時は午前1時）直前の30分番組だった。
- 徐々に番組人気が高まり、1991年春にはリスナー有志が1時間枠への拡大を求める署名活動を実施し、1,243名分の署名を集めた。この結果、翌1992年春に1時間番組に昇格し、土曜日深夜0:00〜1:00に移動。番組人気はさらに高まり、近県の受信可能地域にも熱烈なファンを増やし、深夜のローカルラジオ番組としては異例の高聴取率を叩き出していた。
- 1994年3月27日のザ・モール周南での野外公開録音では延べ800名近くを動員、同年10月のプレゼント週間には一週で963枚の投稿を集める（番組中最多記録）。この頃が番組の絶頂期だったといえる。
- 1995年4月、それまで原則的に毎週公開していた収録見学を、毎月1回のみの公開とした。（詳細は「公開収録」の項参照）この結果、放送からリスナーの笑い声が聞こえない週が増え、それまでとは番組の雰囲気が徐々に変わっていく。番組にとっては一大転機となった。（当時の古参リスナーは、これを「参加型番組から、トークを受け身で楽しむ番組への転換」と評した。）
- 1996年4月、「オールナイトニッポンと勝負するため」（ヤスベェ談）、放送時間を一時間ずらし、土曜深夜1:00〜2:00の放映となった。しかしながら、番組の主要な聴取層である中高生にとっては酷な時間であったか、聴取率を大きく下げる結果となってしまった。それまで毎週平均20人程度で推移していた新入生（初投稿リスナー）が、時間移動後は一桁代まで落ち込んでしまった。
- 半年後の1996年10月に再度の時間移動を行い、今度は金曜日20:00〜20:55の放送となる。待望のゴールデンタイム枠へ昇格し、明るい華のある番組に転換を図ったが、テレビ番組のゴールデンタイム枠と競合することとなり、聴取率的には苦戦を強いられる。
- また、この頃になると、30代後半となったヤスベェが、中高生主体のリスナーに対しジェネレーションギャップを感じるようになった節がある。それまで「良き兄貴分」として比較的親近感を持って接していたリスナーに対して、番組内で突き放したように上から説教をするような場面も目立ち始めた。
- 1998年4月、時間移動によって再度土曜深夜1:00〜2:00の時間帯に戻るが、この頃には上記の傾向が一層顕著になり、新入生が1人もいない週が生じるなど、番組の人気にも明らかに翳りが見えてきた。翌1999年3月末で番組は終了、きっかり10年の歴史に終止符を打った。

## 番組構成

### 時間割
基本的には、下記のような「時間割」が組まれていた。
1-1.オープニングトーク
1-2.『私のすばらしき一日』（後述）
1-3.タイトルコール
（ヤスベェ）『みんな起きろよ！　集まれよ！　せーの、きおつけ！』
（リスナー）『ヤスベェ！』
（ヤスベェ）『Come on, in!』
この後、番組テーマ曲である大瀧詠一『ロックンロール・マーチ』が流される。
1-4.新入生紹介
前述テーマ曲に乗せて、新入生（＝初投稿者）のペンネームを一人残らず紹介していた。
番組の中期頃から、下ネタを用いたペンネームが多くなると、これに対して『停学』『退学』『永久追放』の3段階の処分が設定された。もっとも、これら「退学ペンネーム」もまた番組のお楽しみの一要素であったため、最初から処分目当てでのネタ投稿も多かった。番組側もそれを重々承知しており、読み上げた端からお望み通り「退学です！」とやっていた。
1-5.スポンサー紹介
スポンサーについては別項参照。
2.フリートーク・休み時間
「ミッドナイト・スクール」らしく、『学校に来たらいきなり休み時間』という構成だった。
3.ビューティトーク（1時間目）
ビューティクイズ（後述）の出題・回答を中心とするコーナー。常に番組の「1時間目」を飾っていた。
番組初期は、毎週若い女性をゲストに招いてトークをするコーナーであり、コーナー名も『ビューティトーク・わぉーでGo!』であったが、番組中期以降、ゲストを呼ばなくなってからは『ビューティトーク・ハガキでGo!』となった。
なお、「第1回放送から最終回まで続いたコーナー」である。
4.各種コーナー（2時間目〜　）
概ね3〜4コーナーが行われていた。
最後は必ず『どんな問題・こんな宿題』で〆め、最後にヤスベェの
「そろそろ、下校準備だよ、生徒諸君！」
の決め台詞が入り、CMを挟んでエンディングに移る。

### 主なコーナー
以下、主要なコーナーをいくつか例示する。
なお、コーナー間のジングルとして、スターダストレビュー「今夜こ・れ・か・ら」のラストコーラスが使われていた。
私のすばらしき一日（1989年9月〜1996年11月、1998年4月〜1999年3月）
リスナーが日々雑感・森羅万象について語るショート・エッセイ風コーナー。マリーンの「レフト・アローン」をBGMに、ムード感をいっぱいに漂わせる名物コーナーだった。
「嗚呼文明開化の鐘が鳴る」「ハーイ、DJ!」など数多くの作品が生まれたが、番組後期は一発ネタも目立った。
ビューティクイズ
番組の1時間目を飾るクイズコーナー。日常目にするさまざまなものを、アダルトチックなヒントを交えて出題するという、いわゆる「エロクイズ」である。それだけに、リスナーのネタ作りの腕の試しどころでもあった。
(出題例)
Q.「ナニは、はっきり言って『穴』そのものです。ナニは、きちんと使えるようになると、お祝いをしてもらえます。やがてナニにはいろんな大きさのモノが出たり入ったりするようになります。一見綺麗に見えるナニでも、中に長時間入っていると、体調を崩すことがあります。ナニの2文字目は「ん」です。さて、ナニとは何でしょう？」
A. トンネル
ゲストがいる場合はゲストへ出題する（ゲストは若い女性の場合が多く、しばしば勘違いをして回答に詰まっていた）が、通常時はリスナーへ出題し、正解者のうち1名にミュージックカード（音楽ギフトカード）を進呈していた。
BGMは東京ホット倶楽部バンド「白い水玉」。
デカメロン劇場（1989年〜1992年）
リスナー参加型のラジオドラマ。番組黎明期の看板コーナーで、番頭の迷演技も見所だった。
BGMはダリダ&アラン・ドロン「あまい囁き」。
告白コーナー（1993年〜1995年6月）
文字通り、リスナーが様々なことを告白するコーナー。傾向としては何かを「懺悔する」ネタが多かった。
一時期、特定リスナー同士が壮絶なチクり合いを繰り広げ、大いに盛り上がった。
BGMはバッハの「トッカータとフーガニ短調」。
身から出たサビ・本から出たネタ（1993年）
いろいろな本・雑誌等で見つけた面白いネタを紹介するコーナー。番組後期では、投稿が「盗作」か否かについて論議を呼ぶことがしばしばあったが、本コーナーは出典を明示したうえで他の媒体で紹介されたネタを紹介するというものであった。
BGMはビジーフォー・スペシャル「身から出たサビしさ」。
きおヤス・インフォメーション（1993年〜1999年3月）
番組orリスナーからの各種お知らせを紹介するコーナー。
当初は『お誕生日のコーナー』があり、リスナーにスタッフが「おめでとう」を言うコーナーだったが、番組中期ごろからリスナー集合（後述）が盛んになると、お知らせの大半が集合告知で埋まることも多かった。
BGMは以下のとおり。
- お誕生日のコーナー…井上陽水「HAPPY BIRTHDAY」、山本正之「お誕生日にケチャダンス」
- 告知関係（番組中期）…T-SQUARE「明日への扉」、「Rainy day, Rainy Heart」等
- 告知関係（番組後期）…機動警察パトレイバーサウンドトラックより「栄光の特車隊」（冬木透作曲）

ザ・チャンピオン（1994年4月〜1999年3月（最終回））
その回のお題となる形容詞や形容動詞に対して、リスナーがどれだけインパクトと説得力のある内容を発表できるかを競うコーナー。番組後期の看板コーナーだった。
同番組の常設コーナーとしては唯一の1ヶ月連動企画であり、最終週では各週のチャンピオン4〜5名の中から、グランドチャンピオンを決定する。
BGMはアリスの「チャンピオン」。
(例) …いずれもグランドチャンピオン。
1. テーマ「臭い」…『藤井のスパイク』
2. テーマ「忙しい」…『ソバ屋が毎日大晦日』
3. テーマ「珍しい」…『古語辞典がボロボロ』

フィクサーの世界（1994年7月〜1995年5月）
第7代ディレクター・フィクサー清水の名前を冠した「サカサコトバ」コーナー。
「普通に読むと何でもないが、逆から読むと極めてアダルトチックな意味になる文章」を募集していた。回を重ねるごとにネタの精度が極めて高くなり、コーナー全体が頽廃的な雰囲気を醸し出すに至った。
(例)
「こそこそ歩く、マメな父」
「来ん？松本コンチータ犬」
「ルナ歩いて、人家が飛び、異国越しで靴箱、目を垂れぬ」
VSヤングバトル・あなたはどっち!? （1996年1月〜1997年10月）
相対する二つのものを比べて、どちらを応援するかを投稿するコーナー。
「洋式便所vs和式便所」からスタートし、「小室ファミリー vs欽ちゃんファミリー」、「マンガvsハンガ（版画）」などの迷勝負を数多く生み出した。
テーマBGMは、機動警察パトレイバーサウンドトラックより「予兆」（川井憲次作曲）。
カッコつけ！ヤスベェ（1997年7月〜1998年6月）
男女間の会話をベースに、いかにキザな殺し文句を考え付けるか、という、徹底的に「キザ」にこだわったコーナー。
女性パートは当時のFM山口の女性パーソナリティ（主に木谷美帆）が演じており、野郎だらけのスタジオに彩りを添えていた。
BGMは舘ひろし「朝まで踊ろう」。
どんな問題、こんな宿題
番組のトリを飾るコーナー。通称『どんこん』。「ビューティクイズ」同様、第1回放送から最終回まで続いたコーナーである。
前週に出題された「宿題」（テーマ）についてリスナーが回答し、最も的を射たorネタの質の高い投稿者一名に各種プレゼントが送られる。
番組からは、FM山口にアーティストの販促として提供されるノベルティ（各種グッズ）とヤスベェシール（後述）を送っていたが、リスナーからも「プレゼント用」に品物を提供されることが通例であった。これらは便箋やぬいぐるみ等のほか、自作の詩集を送って来るリスナーもいれば、天気図や石炭のかけら、ベープマットなどの一風変わったものを送ってくる者もいた。

## エピソード

### 名言集
他の多くの人気深夜ラジオ番組と同様に、当番組においても「きおヤスリスナーにしかわからない」隠語、符丁が数多く存在した。それらのうち代表的なものを以下に示す。
『犬はイヤでよ！』
番組初期、1989年6月18日放送において、「結婚相手の条件」というテーマに対する、あるリスナーの投稿。
『アザラシもいい。ネコもいい。でも、犬はイヤでよ！』
あまりにシュールなその内容と、「イヤでよ！」という山口弁の響きが受け、番組黎明期を代表する名言となった。
『何のことやら三味線やら』
ヤスベェがトークの合間にお囃子的に挿入していた言葉遊び。「何のことやら」の「こと」が「琴」に通じ、「三味線」と掛けてある。
この他にも、
- 『大したもんだ、乳揉んだ、みのもんた、もんた&ブラザーズ、お口くちゅくちゅモンダミン』（脚韻を踏んでいる）
- 『ハッピーバースデーツーユー、ラーメンのつーゆー、ソーメンのつーゆー、六月はツーユー（梅雨）』（脚韻を踏んでいる）
- 『〜しようじゃないか、外科、小児科、耳鼻科、肛門科もよろしく』（「ないか」と内科を掛けている）
- （住所を紹介する際に）『大字、小アザ、ネンザ・打ち身にパテックス』（字とアザ（痣）を掛けている）

などがあり、ヤスベェのテンポのよいトークと相まって、名調子と謳われた。
『タニ』
沖縄の方言で「男性器」を指す言葉。ヤスベェの苗字「大谷」は、現地語では「大きなタニ」＝「巨根」の意味となってしまう。
1993年夏、ヤスベェが当時所属していた柏村武昭事務所の旅行で沖縄に行った際、現地のタクシーの運転手に「お客さんに大タニさんがおられるんですか」とにやけられ、初めてこの言葉を知る。これ以降、「タニ」は男性器を指す隠語として番組内で広く用いられるようになり、ヤスベェ自身も自分の苗字に引っ掛けた笑い話として、各所でのトークなどで広くネタにしていた。
なお、「タニ」に対し女性のそれを指す「ホーミー」の語も、きおヤスリスナーには広く知られていた。
『おはようございました』
過去形の挨拶は、元々山口県や島根県西部に見られる方言であるが、これが1993年に一大ブームを呼ぶ。
疑問文の『おはようございますか？』や勧誘文の『おはようございましょう』など派生系を生み出し、この番組特有の挨拶として定着した。
『肛門期』
1993年9月、ヤスベェがトークの合間に何気なく紹介した言葉。曰く、
「人には、小さい頃うんことかに興味を持つ『肛門期』というのがあるらしい。
　そうすると、下ネタばっかり送ってくるこの番組のリスナーは、みんな肛門期から脱してないんじゃないか。
　ということは私ヤスベェも石丸も「肛門様（≠黄門様）」か？」
このトークが爆笑を誘い、これ以後下ネタを好むきおヤスリスナーは「肛門期である」という理解になってしまった。
なお、これは本来はフロイト心理学の用語であり、本来の肛門期は2〜3歳児を指す。
『兄貴ネタ』
1992年発売のゲームソフト『超兄貴』の世界観に基づくハードゲイネタの投稿群。
『超兄貴』は発売当初からカルト的な人気を博し、現在もなお「伝説のバカゲー」と評される怪作であるが、本番組においても1993年に一部リスナー達がこのネタを持ち込み、長い間ブームとなった。殊に、
- 「テープネタ」企画（特定テーマに沿ってリスナーが自作のテープを投稿する不定期コーナー）
- 「季節のポエム」（「どんな問題こんな宿題」の季節ごとの定番テーマ）

においては、有名な特定リスナーの投稿が爆発的な人気を博していた。
（もっとも、深夜ラジオ番組において同性愛関係のネタが人気を博するのは、この番組に限ったことではない。TBSラジオの「コサキンDEワァオ!」や関西の『誠のサイキック青年団』にも同様の傾向が見られた。）
『ザザンボ』
1993年秋から翌94年春にかけて、山口県下各地で上映された自主制作映画。渡辺文樹監督。
当時、県下至る所に「失神者続出！」「呪われます」などの過激な煽り文句の入った奇怪な手書きのポスターが張り出されており、番組内でも大いに話題になった。
なお、カルトムービーとして全国的に有名な作品であり、他県でも同様のポスターが確認されていたようである。
『動く石丸』
1995年夏、番組企画として4代目番頭・石丸秀樹の大フィーチャーを計画。「石丸秀樹全国化計画」と銘打ち、当時放映されていたTBS系山田邦子のしあわせにしてよの番組内視聴者人気投票企画『いい男ベスト100』に石丸への組織票を送ることで、「全国ネットで『動く石丸』を実現させよう」と呼びかけた。
これが功を奏し、同年8月25日放送の同番組では初登場で第10位にランクインし、顔写真が紹介された。翌週9月1日放送分では第3位に躍進。「橋本聖子に似ている」と紹介され、ゲストの梅宮辰夫に「にやけた顔してるな」などと突っ込まれていた。
最終的には累計で2000票を超える投票を得て、同年9月29日に念願の番組出演（録画映像）を果たした。歴代の番組企画としては最も成功したものであるといえる。
なお、これに味を占めたスタッフは、翌1996年1月に再度「石丸秀樹にハガキ職人の称号を取らせよう作戦」と銘打ち、フジテレビ系『タモリのSuperボキャブラ天国』へ石丸名義でネタを投稿することを呼びかけたが、全国のハガキ職人の壁は厚く、こちらは惨敗に終わった。
『幸せの白』
1996年夏にテレビ放映されていたサンスター社の歯磨き粉『APホワイト』のCMで、白無垢姿の女性が語っていた台詞。
ヤスベェがこのCMを心底気に入り、この「シホちゃん」という女性を番組に呼ぼうと決意。彼女の所属事務所に（下ネタ控えめの回の）番組テープを送り、リスナーにも彼女への応援メッセージを呼びかけるなどのプロモーション活動を展開。このCMのタイアップ曲であったUNV『So in love with you』を同年7月〜12月の番組エンディング曲にするほどの入れ込みようだった。
この結果、同年8月31日放送分の番組への電話出演が実現。生声で「幸せの、白」が番組に流れた。
なお、この「シホちゃん」は、現在もモデルとして活躍中のSHIHOその人である。
『ジャミロクワイのステッカー』
「どんな問題こんな宿題」で番組から送呈されるノベルティは、基本的に毎週違うものが送られていたが、1997年2月から約2ヶ月間は、毎週変わらず『ジャミロクワイのステッカー』であった。
最初のうちは誰も気にも留めなかったが、次第に「またジャミロか」という雰囲気になり、番組側もこれに応えて「今週は太っ腹、10枚プレゼント！」と悪乗りし出し、同年3月末には「ジャミロクワイ」の単語が出ただけでウケが取れるようになっていた。
なお、当時はジャミロクワイが日本に紹介され始めた頃で、彼らの日本での知名度はさほど高くなかった。

### 公開収録
当時のFM山口は収録風景のスタジオ内見学が許されており、当番組においても、収録が行われていた毎週木曜日の夕方には、FM山口2階の第2スタジオに多くのリスナーが詰め掛けていた。
スタジオ内のリスナーの笑い声等がそのままオンエアされることで、番組に臨場感と盛り上がりが生まれていた。また、この公開収録自体が下記のように「ネタに事欠かない」ものであったため、番組の魅力をなお一層高めていた。
- 第2スタジオの収容人数は40人程度であり、学校の長期休暇中等で見学希望者が大挙して押し寄せた際は、「第1部・第2部入れ替え制」を採って対応していた。
- 見学希望者が殺到した日の収録現場は文字通り「熱気に包まれて」おり、真冬の収録時にスタジオ内の室温が30℃を超えたこともある。
- 見学に訪れたリスナーからの差し入れも一風変わったものばかりで、殊に『缶入りの鮭茶漬け』や『タヒボベビータ』、『YOKASEPO』などの一風変わった缶飲料が差し入れられた際は、これを飲み干す様子（及びその後のリアクション）が放送され、大好評を呼んだ。
- あまりに特徴的な笑い声で有名になったリスナーや、スタジオ内で放屁したために有名になったリスナーもいた。
- 1994年4月16日放送分の回は、その数日前にヤスベェがぎっくり腰を患い、「とても人にお見せできる姿ではなかった」状態だったため、遠方から見学に来たリスナーに限り見学を許した。

しかしながら、収録に集まるリスナーのマナーの悪化や、収録終了が夜遅い時間になっていたことに対する教育的配慮等により、1995年4月以降は公開収録は月に一度に限定された。
なお、2000年ごろからFM山口のスタジオ収録を見学することは不可能となっている。

### 交流活動
本番組は、番組を通じたリスナー間の交流が極めて盛んに行われた番組であり、番組放送時以外でも『リスナー集合』という名のオフラインミーティングが大小問わず頻繁に開催されていた。特に最大グループ『おへんろの会』や『華鳥風月』は、県下全域にわたる広域的な企画を行っていた。
- なお、番組終了時に当時の有志が「5年後に同窓会をやろう！」と呼びかけ、そのとおり番組終了からちょうど5年後に当たる2004年3月27日、山口市仁保中郷の道の駅仁保の郷で同窓会が開催された。当日はヤスベェ・石丸番頭を含め多くのリスナーが全国各地から参集し、往時のリスナーの結束力を改めて示す形となった。

また、リスナー有志による手作りの『リスナー新聞』も大小問わず多数発行されていた。中でも『おへんろの会』発行の『涙もん新聞』並びに『華鳥風月』発行の『華鳥風月』及び『こじつけ！ヤスベェ』は、番組の公認新聞として認定され、スポンサー企業の窓口等で無料配布されていた。

## オリジナルグッズ
次のようなものがあり、各コーナーの最優秀者への賞品やリスナープレゼントとして利用されていた。
- 『やすべぇシール』

千社札タイプの、赤を基調とした色のシール。最もポピュラーなグッズであり、ヤスベェの言わば「名刺代わり」であった。
しおり大の大きさの通常バージョンと、約4倍の大きさの「ジャンボ」バージョンがあった。
なお、レアバージョンとして、青色の『石丸シール』も存在した。
- 『やすべぇバッジ』

番組初期に作られたカンバッジ。当時からレア物扱いだった。
- 『スーパー学生証』

名刺大の大きさの、文字通り学生証。当番組が「ミッドナイトスクール」であることにちなむ。
1994年夏に開発され、その後1996年秋に『スーパー学生証2』、1998年夏に『スーパー学生証3』が開発された。